# Шридат Рампал
Сэр Шридат Сурендранат Рампал (англ. Shridath Ramphal; 3 октября 1928, Нью-Амстердам, Британская Гвиана — 30 августа 2024) — гайанский политический и государственный деятель, Генеральный секретарь Содружества наций (1975—1990), министр иностранных дел Гайаны (1972—1975), Генеральный прокурор Гайаны (1965). Королевский адвокат. Член Международной комиссии Инициатива Хартия Земли. Член Королевского общества искусств (2006).

## Биография
Родился в индо-гайанской семье. После окончания школы, изучал право в Королевском колледже Лондона, где получив степень бакалавра и магистра права. В 1951 году стал членом Грейс-Инн в Лондоне. В 1962 году, получив стипендию Гуггенхайма, в течение года продолжал изучать право в Гарвардской школе права в США.
С 1953 года работал в Генеральной прокуратуре. Был помощником генерального прокурора Федерации Вест-Индии (1958—1962). С 1965 года — генеральный прокурор Гайаны.
В 1967 году назначен государственным министром в министерстве иностранных дел, позже — министр юстиции (с 1973 года) и министр иностранных дел (с 1972 года). В 1975 году покинул Гайану и занял пост Генерального секретаря Содружества наций (1975—1990).
С 1989 по 2002 год — ректор Уорикский университета в Ковентри, Великобритания, Университета Вест-Индии (до 2003), канцлер Университета Гайаны.
Умер 30 августа 2024 года в возрасте 95 лет.

## Награды
- Кавалер Ордена Святых Михаила и Георгия (1966)
- Рыцарь-Командор Ордена Святых Михаила и Георгия (1970)
- Рыцарь Великого (Большого) Креста Ордена Святых Михаила и Георгия (1990)
- Компаньон Ордена Австралии (1982)
- Кавалер Ордена Новой Зеландии (1990)
- Орден Компаньонов О. Р. Тамбо в золоте (2007, ЮАР)[5]
- Орден Заслуг (Ямайка)[6]
- Орден Превосходства Гайаны
- Орден Карибского сообщества (1992)
- Королевский адвокат